# Eupithecia achyrdaghica
Eupitecia achyrdaghica es una especie de polilla de la familia Geometridae. La especie fue descrita por primera vez por Eugen Wehrli en 1929 y se puede encontrar distribuida en Turquía y Siria.

## Descripción
E. achyrdaghica adulta tienen alas que cubren una envergadura de 16 a 17 milímetros (0,6 a 0,7 plg). Palpos largos, que se proyectan alrededor del diámetro del ojo o ligeramente por encima. El color básico en la parte superior es un gris claro blanquecino, muy finamente punteado de negro; las líneas negras interrumpidas, compuestas sólo por puntos arqueados y puntos venosos, que junto con el color y los trazos centrales prominentes, le da un aspecto muy característico. La cabeza, la coronilla, tórax y abdomen son blanquecinas, con escamas negras dispersas. El abdomen se ve revestido de negro. 
Sus antenas son anilladas y de color negro, muy ciliadas; la longitud de los cilios es igual al ancho del eje de la antena. Las líneas comienzan con rayas y manchas costales negras; el basal ligeramente curvado; la antemediana en su primer tercio también es ligeramente curvada, doble en algunos lugares, no visible en su totalidad. La línea central es doble, irregular, tocando la línea media. La línea posmediana es dentada, formando una fuerte curva hacia afuera en la mitad anterior, pero debajo del medio hay una punta afilada hacia el lado basal. 

## Especies similares
Superficialmente, parece una Distinguitaria sextiata, blanquecina y muy clara, pero se puede distinguir inmediatamente por la línea postmediana que es mucho más curvada hacia afuera y sus alas más anchas. Su morfología es más comparable al de la Eupithecia amasina, que, sin embargo, tiene escamas mucho más delgadas, líneas centrales mucho más débiles y una forma de ala diferente, por lo que es más probable que tenga conexiones con el complejo de especies de la Eupithecia venosata, así como E. weigti que son especies muy similares y de la misma distribución regional. Algunas líneas de las alas son muy similares a E. silenicolata pero no tiene nada más en común con la E. achyrdaghica. Demuestra estar estrechamente relacionado con la especie africana E. alliaria.
Por su parte, la porción inferior se diferencia de la E. intricata, distribuida en Asia Central por tener los centros negros, que son muy nítidos en esta especie, mientras que en la E. achyrdaghica son confusos y borrosos, especialmente en las alas anteriores. Lo mismo se aplica a las líneas transversales, especialmente a las posmedianas de ambas zonas.